# Cai Yun
Cai Yun (en xinès simplificat: 蔡赟; en xinès tradicional: 蔡贇; pinyin: Cài Yūn) (Suzhou, República Popular de la Xina 1980) és un jugador de bàdminton xinès, guanyador de dues medalles olímpiques.

## Biografia
Va néixer el 19 de gener de 1980 a la ciutat de Suzhou, població situada a la pròvíncia de Jiangsu (República Popular de la Xina).

## Carrera esportiva
Jugador de bàdmiton en la modalitat de dobles, va participar en els Jocs Olímpics d'Estiu de 2004 realitzats a Atenes (Grècia) a l'edat de 24 anys, on fent parella amb Fu Haifeng fou eliminat als quarts de final. En els Jocs Olímpics d'Estiu de 2008 realitzats a Pequín (República Popular de la Xina) aconseguí al costat de Haifent guanyar la medalla de plata en perdre la final de la competició olímpica davant la parella indonèsia formada per Hendra Setiawan i Markis Kido. En els Jocs Olímpics d'Estiu de 2012 celebrats a Londres (Regne Unit) va aconseguir, novament al costat de Haifent, la medalla d'or en guanyar en la final el danesos Mathias Boe i Carsten Mogensen.
Al llarg de la seva carrera ha guanyat cinc medalles en el Campionat del Món de bàdminton, quatre d'elles d'or; i dues medalles d'or en els Jocs Asiàtics.